# Michelle Vieth
Michelle Vieth Paetau (Acapulco, 1979. november 19. –) mexikói–amerikai színésznő.

## Élete és pályafutása
Még csak hároméves volt, amikor családjával Acapulco-ba (Guerrero, Mexikó) költözött. Négy fiatalabb testvére van: Alberto, Axel, Armando, és Xavier. 2002-ben feleségül ment Héctor Soberón-hoz, majd két év múlva elváltak. 
Leandro Ampudia felesége, akitől két gyermeke született: Leandro Ampudia Vieth és Michelle Ampudia Vieth.
Tizenöt éves korában szerepet ajánlottak neki a Acapulco, Cuerpo y Alma című telenovellában. Egy chilei producer, Valentín Pimstein felkérte őt egy castingra Televisa-nak, de előbb azt javasolta, hogy iratkozzon be a Centro de Educación Artistica (CEA)-ra és tanuljon modellkedni. Két évvel később, a meghallgatáson főszerepet kapott a Mi Pequeña Traviesa-ban. 2001-ben a Szeretők és riválisokban játszott Ludwika Paleta, Angelica Vale és Adamari López partnereként. Ez a szerep hozta meg számára az ismertséget.
2003-ban szerepelt a mexikói Big Brother VIP-ben, ahonnan negyedikként esett ki.
Legutóbbi főszerepe az Árva angyal-ban volt William Levy, Maite Perroni és Laura Zapata mellett.
2012-ben a TV Aztecához szerződött, ahol szerepet kapott A bosszú angyala című telenovellában.

## Filmográfia
| Év        | Cím                             | Eredeti cím                 | Szerep                                               | Magyar hang    |
| --------- | ------------------------------- | --------------------------- | ---------------------------------------------------- | -------------- |
| 2021–2022 |                                 | Mi fortuna es amarte        | Fernanda Diez Acuña                                  |                |
| 2013      |                                 | Mexico Baila                | Önmaga                                               |                |
| 2013      |                                 | La Isla, el reality         | Önmaga                                               |                |
| 2012–2013 | A bosszú angyala                | La Otra Cara del Alma       | Daniela de la Vega Quijano/Daniela Aldana de la Vega | Németh Borbála |
| 2008      | Mindörökké szerelem             | Mañana es para siempre      | Irene Elisalde Rivera - Heroine                      |                |
| 2008–2009 | Árva angyal                     | Cuidado con el Angel        | Ana Julia - Villain                                  | Erdős Borcsa   |
| 2008      | Az áruló                        | La Traición                 | Michelle                                             | Solecki Janka  |
| 2007–2008 | Pokolba a szépfiúkkal!          | Al Diablo con los Guapos    | Pilar                                                |                |
| 2006      |                                 | Big Brother México          | Önmaga                                               |                |
| 2006      |                                 | Emisiones del teleton       | Önmaga/Bemutató                                      |                |
| 2006–2007 |                                 | Mundo de Fieras             | Karen Farias Rivas del Castillo - Villain            |                |
| 2005      | A mostoha                       | La Madrastra                | Viviana Soussa de San Roman - Heroine                | Sallai Nóra    |
| 2004      |                                 | Copa América                | Önmaga/Bemutató                                      |                |
| 2003      |                                 | Un Big Enredo               |                                                      |                |
| 2003      |                                 | Mujer Casos de la vida real |                                                      |                |
| 2002–2003 |                                 | Clase 406                   | Nadia Castillo Bojorquez                             |                |
| 2001      | Szeretők és riválisok           | Amigas y Rivales            | Laura Gonzalez                                       | Mezei Kitty    |
| 1999–2000 |                                 | Mujeres engañadas           | Paola Montero                                        |                |
| 1998      |                                 | Festival Acapulco           | Önmaga/Bemutató                                      |                |
| 1998      |                                 | Mi Preciosa Traviesa        |                                                      |                |
| 1998      |                                 | De Estos Locos Quedan Pocos |                                                      |                |
| 1998–1999 | Soñadoras – Szerelmes álmodozók | Soñadoras                   | Lucía de la Macorra/Adriana                          | Mezei Kitty    |
| 1997–1998 |                                 | Mi pequeña traviesa         | Julia Paz/Julio Paz                                  |                |
| 1995–1996 |                                 | Acapulco, cuerpo y alma     |                                                      |                |